# Giovanni Battista Ronchelli
Giovanni Battista Melchiorre Ronchelli, meglio conosciuto come Giovan Battista, o Giambattista (Castello Cabiaglio, 1º febbraio 1715 – Castello Cabiaglio, 24 gennaio 1788) è stato un pittore italiano.

## Biografia

### Origini e formazione
Nato da una nobile e ricca famiglia del borgo di Castello Cabiaglio, vicino a Varese, Giovanni Battista era il primo dei tre figli del conte Giacomo Antonio Ronchelli e della consorte Maria Grazia Porrani: nel 1718 nacque il fratello Carlo Alfonso Leopoldo Ambrosio, nel 1724 la sorella Maria Anna Elisabetta Francesca Caterina. Trascorse i suoi primi 12 anni di vita nel piccolo borgo natìo, per poi essere inviato nel 1727 a studiare a L'Aquila, città in cui la sua famiglia deteneva un cospicuo patrimonio di beni mobili ed immobili.
Iscritto a un istituto retto da religiosi affinché si avviasse agli studi letterari, Giovanni Battista tuttavia non apprezzò tale formazione, sicché nel 1733, all'età di 18 anni, decise di dedicarsi alla pittura: inizialmente contro il parere dei familiari si trasferì a Roma ed entrò nella bottega di Francesco Mancini, accademico di San Luca. La capitale dello Stato pontificio era a quel tempo interessata da grandi rinnovamenti urbanistici: vennero infatti costruite in questo periodo la scalinata di Trinità dei Monti, la piazza Sant'Ignazio e la Fontana di Trevi.
Nel corso del suo apprendistato da Mancini, Ronchelli collaborò col maestro alla realizzazione di diverse opere, tra cui la decorazione del Kaffehaus (sala del caffè) di Palazzo Colonna. Tra il 1738 e il 1740 fece ritorno a Castello Cabiaglio, per poi trasferirsi a Varese ed entrare nella bottega di Pietro Antonio Magatti. Nel 1739 sopraggiunse la morte della madre, rimasta precedentemente vedova: il ventiquattrenne Giovan Battista dovette quindi farsi carico della tutela e dell'educazione dei fratelli minori. Nel 1741, a seguito della morte dello zio Raimondo, Giovan Battista ereditò insieme al fratello Carlo (frattanto ordinato sacerdote) tutto il cospicuo patrimonio familiare. In quanto capofamiglia, nel 1746 venne scelto come padrino di battesimo di Giuseppe Maria Giovanni Battista Antonio Magatti, nipote del maestro Pietro Antonio.
Il sodalizio con Magatti portò in dote al Ronchelli collaborazioni di prestigio: egli infatti assistette il suo maestro nella decorazione del Collegio della Colombina di Pavia (1738) e della Chiesa di San Carlo di Varese (queste ultime realizzate con l'ulteriore supporto di Giuseppe Baroffio e infine andate perdute).

### La carriera pittorica
Agli anni tra il 1743 e il 1748 risalgono le prime opere realizzate da Ronchelli in autonomia: due affreschi a tema mitologico presso la Villa Della Porta Bozzolo di Casalzuigno (il cui cantiere era allora diretto dal nonno materno Antonio Maria Porrani), una tela di Sant'Appiano benedicente per la sacrestia della chiesa parrocchiale di Castello Cabiaglio e il prospetto della chiesa di Sant'Antonio Abate alla Motta di Varese.
Le cronache riferiscono concordemente che nel 1749 il Ronchelli si fosse ri-stabilito nel paese natìo e partecipasse attivamente alla vita pubblica del borgo e a quella varesina (nel 1750, nel 1751, poi nel 1753 e ancora nel biennio 1754-1755 fu eletto deputato della squadra di san Martino all'Ospedale di Varese). Il 7 dicembre 1754 sposò Maria Felice Giuseppa Caterina Maspero Ronchelli, sua lontana parente e discendente di una famiglia aristocratica della Val Vigezzo, che gli darà cinque figli: Maria Teresa Gioseffa Caterina (1756), Giacomo Antonio Francesco Pasquale Bonaventura (1757, poi fattosi frate ed entrato nel convento varesino dell'Annunciata), Giulia Maria Caterina (1759), Giulio Maria Francesco Carlo (1761) e Francesco Antonio Maria Filippo (1763, destinato a una brillante carriera notarile).
Questo fu un momento particolarmente prolifico per la sua attività pittorica: tra il 1755 e il 1760 affrescò il convento dell'Annunciata (poi abbattuto nel 1810) e ritornò a lavorare alla già citata chiesa della Motta (entrambe a Varese); nel 1762 fu la volta dell'oratorio di Santa Marta a Bellinzona, mentre verso il 1765 decorò il duomo di Casale Monferrato (in quest'ultimo caso superando la concorrenza di Vittorio Amedeo Cignaroli e Corrado Giaquinto). Questi anni furono altresì segnati dalla progressiva indipendenza del pittore dal maestro Magatti. Coeve sono anche le pitture della chiesa di Santa Marta del Carmine a Novara e del Duomo di Vercelli.
Per la decorazione della summenzionata chiesa della Motta, la Congregazione della Misericordia e di Sant'Antonio (titolare del tempio) aveva assunto Giuseppe Baroffio, che a sua volta scelse il Ronchelli come "figurista". Tra le opere più rimarchevoli eseguite dall'artista cabiagliese si menzionano la Gloria di Sant'Antonio Abate e l'Esaltazione della Santa Croce, considerate dalla critica d'arte tra i massimi capolavori del tardo Barocco lombardo.
Nel 1754 affrescò l'ospedale varesino del Nifontano, su commissione della Congregazione di Carità per l'ospedale dei poveri, di cui egli era membro dal 1751. Nel 1755 si occupò di progettare l'arco trionfale posticcio che avrebbe accolto a Varese il cardinale Giuseppe Pozzobonelli, giunto in visita pastorale nella città bosina il 26 maggio. Nel 1762 fu chiamato al monastero di Santa Maria del Monte per eseguire una perizia al fine di catalogare ed interpretare le opere d'arte ivi conservate, in occasione della beatificazione delle mistiche Caterina Moriggi e Giuliana Puricelli; nella circostanza, sebbene non avesse una formazione da perito, il Ronchelli dimostrò notevole competenza nella pittura dei secoli precedenti, specialmente quella del Cinquecento. Nel biennio 1762-1763 fu rieletto deputato all'Ospedale di Varese, ma stavolta per la squadra di san Giovanni.
Stabilitosi definitivamente a Castello Cabiaglio attorno al 1765, Ronchelli dipinse in questo periodo alcune delle sue opere più belle: una Madonna con Sant'Appiano e Sant'Agostino per la parrocchiale cabiagliese (1763), e concluse un Martirio di Santa Caterina (1767, sulla base di una tela incompiuta del Magatti) per la Basilica di San Vittore di Varese.
Con l'affermazione in Europa dell'illuminismo, anche l'arte del pittore cabiagliese ne fu influenzata: lo si vide già nel 1769, quando affrescò il salone d'onore del Palazzo Estense di Varese, dipingendo sulla volta Venere che porge uno strale a Cupido, in onore del matrimonio del duca Francesco III d'Este con Renata Teresa d'Harrach (impersonati da due colombe tubanti ai piedi delle due divinità), e decorando le pareti con finte architetture rococò. Sempre nel palazzo pubblico varesino, Ronchelli dipinse Marte che depone le armi sul soffitto dello scalone d'onore; a Villa De Cristoforis-Mazzucchelli realizzò invece un'Allegoria della pace per decorare il cosiddetto "salone della musica". Altre opere di rilievo (probabilmente coeve) sono gli affreschi eseguiti a Palazzo Alemagna, sempre in Varese, che furono successivamente staccati e collocati nel salone dell'ex sede del Civico Liceo Musicale, in via Lonati. Tra il 1769 e il 1770 fu nuovamente nominato deputato all'Ospedale di Varese, passando alla squadra di santa Maria.
Tra il 1770 e il 1775 si dedicò alla realizzazione dei maestosi teleri della Basilica di San Giuliano in Gozzano, ritraenti SS. Giulio e Giuliano davanti all'imperatore Teodosio e la Predicazione dei Santi Giuliano e Giulio; contemporaneamente decorò gli interni dei palazzi De Cristoforis-Mazzucchelli e Recalcati a Varese. Sempre per i De Cristoforis, negli stessi anni eseguì la decorazione di alcune sale del palazzo di via Sant'Andrea a Milano, oggi Palazzo Morando. Per la chiesa parrocchiale cabiagliese dipinse inoltre una Gloria di Sant'Appiano e un Sacrificio di Melchisedek. Nel 1774 e nel 1775 ebbe un nuovo incarico di deputato all'Ospedale di Varese, per la squadra di san Dionigi.
Nel 1777 gli fu commissionato un ciclo di affreschi inerenti Scena di vita campestre e marittima per la villa Bossi-Zampolli di Azzate, oltre a una Deposizione di Cristo per l'Ospedale di Varese; l'anno dopo realizzò la Continenza di Scipione in Spagna e Alessandro e la famiglia di Dario per la villa Vismara-Calvi-Radice-Fossati a Montesolaro di Carimate. Sempre nel 1778 venne rieletto deputato dell'Ospedale di Varese, in rappresentanza della squadra di san Giovanni; verrà poi rieletto nel 1779, 1781 e 1782.
Nel 1780 realizzò l'ultima sua grande opera monumentale, l'affresco Allegoria delle nozze nel palazzo Giovio di Como. Successivamente tese sempre più a ritirarsi nella natìa Castello Cabiaglio, ove nel 1782 decorò il pulpito della chiesa parrocchiale.
Giovan Battista Ronchelli morì il 24 gennaio 1788 per "repentino morbo", all'età di 73 anni; le esequie furono celebrate due giorni dopo nella chiesa di sant'Appiano in Cabiaglio, ove la salma fu poi tumulata, all'interno del sepolcro di famiglia.

## Stile ed eredità
La pittura del Ronchelli, dopo una fase iniziale in cui si presenta influenzata dall'opera dei suoi maestri romani e varesini (rispettivamente Mancini e Magatti), se ne distacca progressivamente in maniera sempre più marcata, ma senza mai rinnegare del tutto siffatte radici.
Sensibile alle influenze del suo tempo, è fautore di un eclettismo che combina nella sua produzione artistica elementi propri del barocco, del barocchetto, del vedutismo e del neoclassicismo.
La sua fama rimase sempre confinata all'ambito regionale, nel nord-ovest italiano e nel ticinese: d'altro canto egli non seppe o non volle crearsi una scuola che continuasse la sua opera. Si spiega con ciò la repentina perdita della notorietà del suo nome, che probabilmente fu tra le concause della sparizione di molti suoi disegni e incisioni, considerati di scarso valore e quindi non adeguatamente preservati.

## Opere documentate
- Apollo e le Muse, affresco, 1743-1745. Casalzuigno, Villa Della Porta Bozzolo, tempietto del giardino segreto
- Apollo e Dafne, affresco, 1743-1745. Casalzuigno, Villa Della Porta Bozzolo, cortile rustico
- Sant'Appiano, olio su tela, 75×55 cm, circa 1746. Castello Cabiaglio, Sacrestia della chiesa di Sant'Appiano
- Immacolata Concezione, olio su tela, 233×149, 1748 circa. Pavia, Convento di San Felice (proveniente dalla chiesa di san Maiolo dei Somaschi, Pavia)
- Ciclo di affreschi della chiesa di Sant'Antonio Abate alla Motta, Varese, 1749-1756
- Comunione di Sant'Ambrogio, olio su tela, 300×185, 1756-1764. Duomo di Vercelli, altare di Sant'Onorato
- Trionfo di Santa Marta, affresco, 1762, Bellinzona, Oratorio di Santa Marta, volta
- Deposizione di Cristo, olio su tela, 114×232, 1764. Castello Cabiaglio, cappella del Suffragio della chiesa di Sant'Appiano
- Angelo custode, incisione, 48×29,5, 1764-1766, Reggio Emilia, Biblioteca comunale
- Venere e Marte, pastello su carta, 54×39, data ignota. Varese, Villa Mirabello
- Storie di Sant'Evasio, ciclo di affreschi, verso il 1765. Duomo di Casale Monferrato
- Madonna, Sant'Appiano e Sant'Agostino, olio su tela, 320×180, 1763. Castello Cabiaglio, altare maggiore della chiesa di Sant'Appiano
- Martirio di Santa Caterina, olio su tela, 300×180, 1767. Varese, Basilica di San Vittore, altare di santa Caterina
- Via Crucis, affreschi, 1767. San Fiorano, Mortorino
- Teleri di San Giuliano (Incontro dei SS. Giuliano e Giulio con l'imperatore Teodosio, 417×477, e Predicazione dei SS. Giuliano e Giulio, 415×477), olii su tela, 1760-1775. Gozzano, Basilica di San Giuliano
- Venere e Cupido, affresco, 1769. Varese, Palazzo Estense, salone delle assemblee
- Allegoria della pace, affresco, 1770 circa. Varese, Villa De Cristoforis-Mazzucchelli, salone della musica.
- San Vittore, olio su tela, 249×145, 1770 circa. Varese, Casa prepositurale di San Vittore
- Storie di San Giuseppe, affreschi, 1770 circa. Varese, coro della chiesa di San Giuseppe
- Affreschi biblici (Mosè salvato dalle acque, Passaggio del Mar Rosso, Miracolo delle acque scaturite nel deserto), 1756-1770. Varese, Villa Recalcati, ala dell'Amministrazione provinciale
- Le quattro Virtù Cardinali e scene storiche, affreschi, 1756-1775. Varese, Villa Recalcati, ala della Prefettura
- Figura allegorica, affresco, 1756-1775. Varese, Villa Recalcati, ala della Prefettura
- Allegoria della pace, affresco, 1771-1773. Varese, Palazzo Estense, scalone principale
- Affreschi del presbiterio della chiesa di Sant'Appiano di Castello Cabiaglio, 1774
- Storie di vita e Santi Francescani, affreschi, data ignota. Azzio, Chiesa di Sant'Antonio e Sant'Eusebio
- Allegorie mitologiche, affreschi (poi strappati), data ignota. Varese, salone dell'ex Civico Liceo Musicale
- Ercole al bivio, affresco, 185×128, data ignota. Varese, Villa Mirabello
- Affreschi di Villa Bossi-Zampolli ad Azzate, 1777
- Continenza di Scipione in Spagna e Alessandro e la famiglia di Dario, affreschi, 1778. Montesolaro di Carimate, Villa Vismara-Calvi-Radice-Fossati
- Affreschi di Palazzo Giovio a Como, 1780
- Madonna Addolorata con due dolenti, affresco, dopo il 1780. Brinzio, Cappelletta dell'Addolorata
- Decorazione del pulpito della chiesa di Sant'Appiano a Castello Cabiaglio, olii su tavola (tre pannelli da 75×30, uno da 75×70), 1782
- Gloria di San Martino, olio su tela, 385×220, 1782. Marchirolo, chiesa di San Martino